# Kupferhof Roderburgmühle

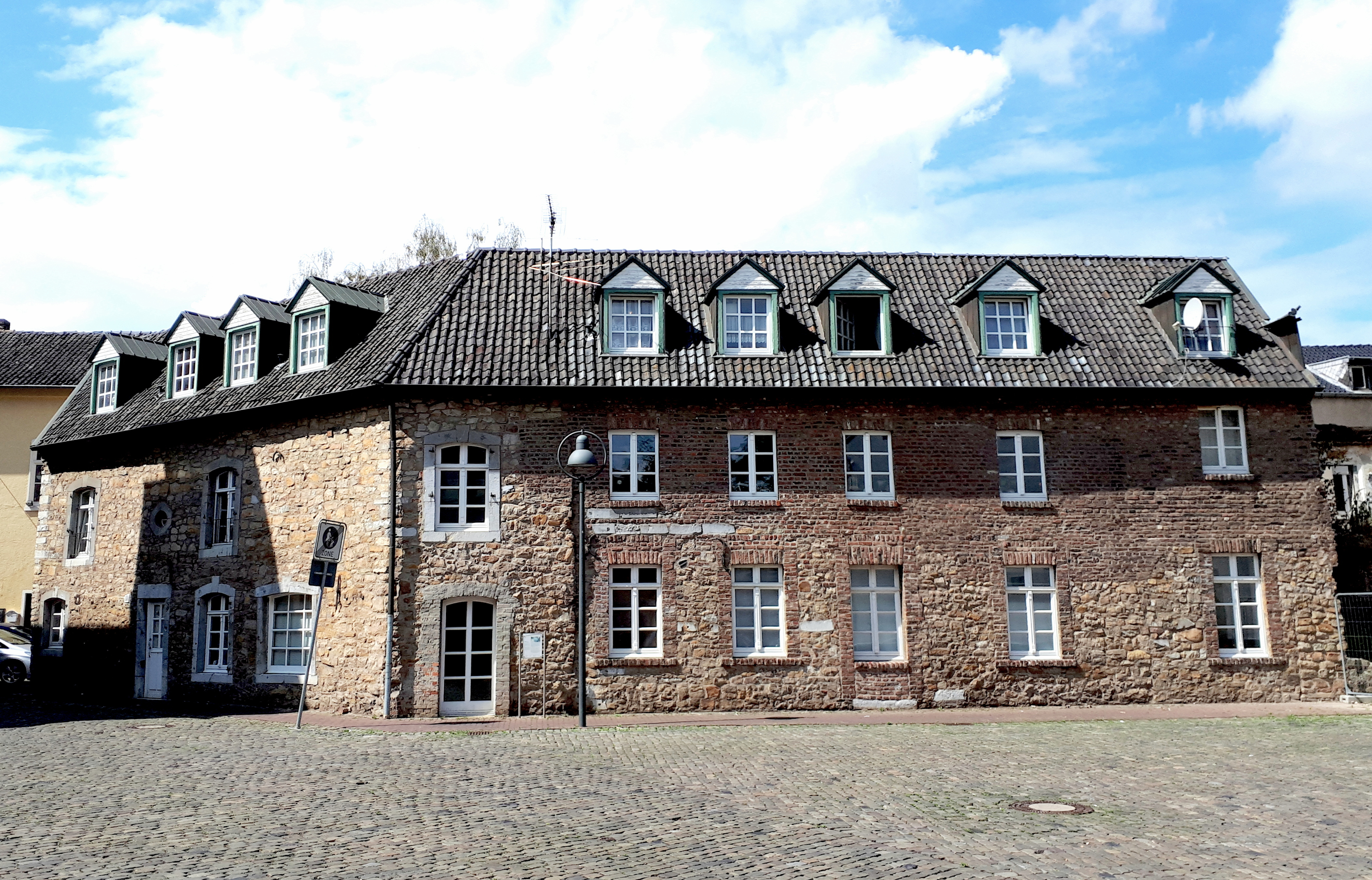
Kupferhof Roderburgmühle

Der Kupferhof Roderburgmühle ist einer von mehreren ehemaligen Kupferhöfen in der Unterstadt von Stolberg im Rheinland in der Nähe des heutigen Mühlener Markts. Er entstand zu Beginn des 17. Jahrhunderts aus dem Zusammenschluss der Jan-Ravens-Mühle mit der benachbarten Feldmühle/Veldtmühle und kann als Keimzelle einer umfangreichen Ansiedlung messingverarbeitender Betriebe in der Unterstadt angesehen werden.

## Geschichte

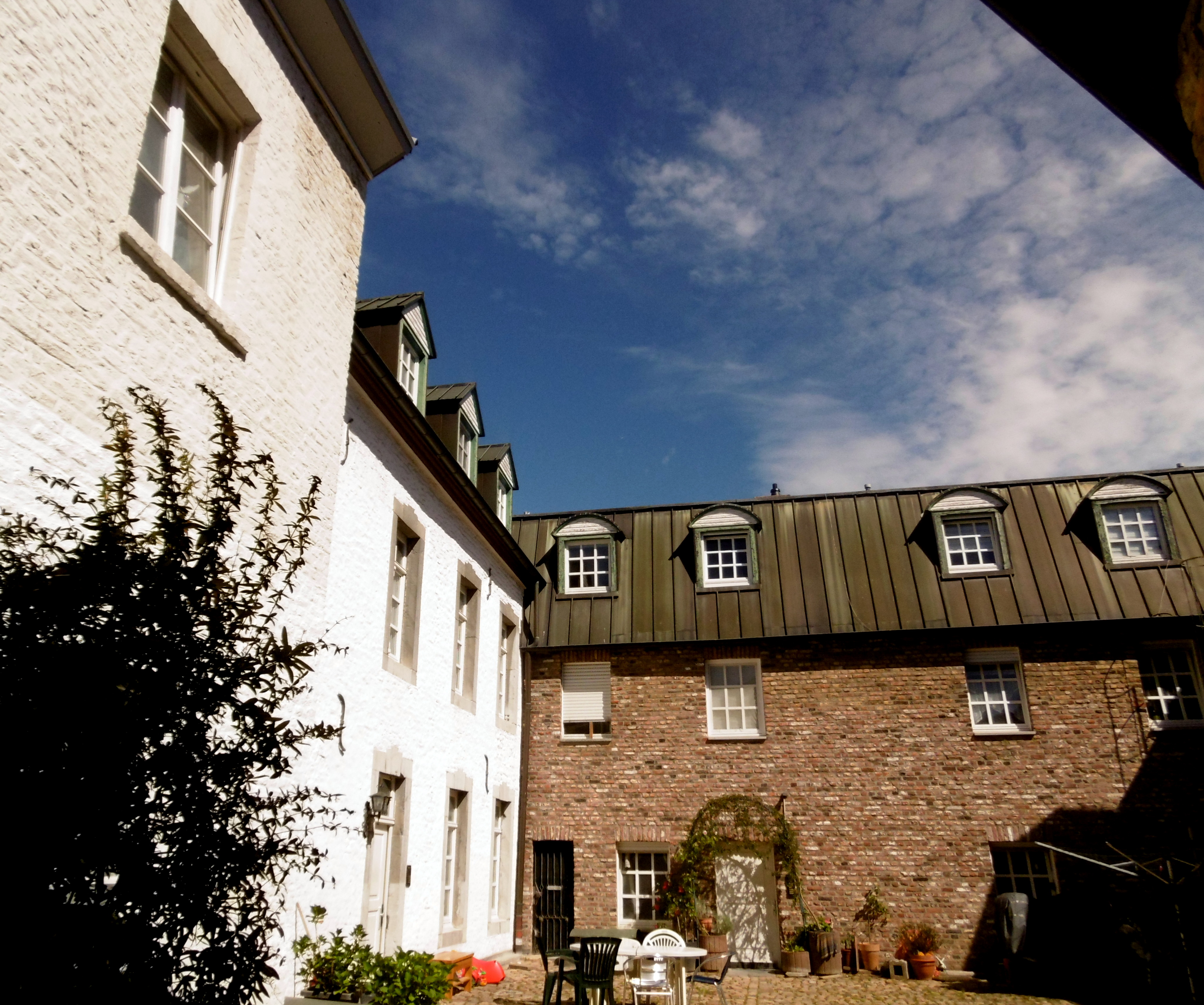
Innenhof

Die Ursprünge der Roderburgmühle gehen auf die von Jan Ravens im Jahr 1532 als Lehen übernommene Ravensmühle und auf die im gleichen Jahr von Johann von dem Velde ebenfalls als Lehen erworbene Veldtmühle zurück, die ihren Namen nach ihren jeweiligen Besitzern erhielten und in unmittelbarer Nachbarschaft erbaut waren. Mathis Peltzer (1555–1602), der erstgeborene Sohn des Aachener Bürgermeisters Matthias Peltzer, zog als Angehöriger der reformierten Kirche wegen der Aachener Religionsunruhen nach Stolberg und erwarb 1587 neben der Hammer-Mühle, der Ellermühle auch die Ravensmühle. Letztere übertrug er vor seinem Tod seinem Sohn Heinrich Peltzer (1593–1645), der zudem die benachbarte Veldtmühle übernahm und schließlich beide zur Roderburgmühle vereinigte. Diese Phase kann als Keimzelle einer umfangreichen Industrie-Ansiedlung gelten, die sich im frühen 17. Jahrhundert im Bereich des heutigen Mühlener Markts entwickelt hatte und aus der neben der bereits bestehenden Alten Krautlade unter anderem die Kupferhöfe Bierweide, Mommas Hof, Stöck, Stürenhof, Unterster Hof und Weide entstanden sind.
Die Roderburgmühle, die zeitweise nach dem neuen Besitzer auch „Peltzerhof“ genannt wurde, ist somit das Herzstück einer ursprünglich aus acht Höfen bestehenden Gebäudegruppe, deren angeschlossene Galmeimühle gemeinschaftlich genutzt wurde. Das Wasser für den Antrieb der Mühlräder lieferte der Ellermühlengraben, der mit einem Altarm des Vichtbachs verbunden war. Dieser Wassergraben verlief quer über den heutigen Mühlener Markt und wurde bis um 1850, nach Anlegung des neuen Marktplatzes, als Mühlgraben unterirdisch weiter genutzt.
Nach der Einrichtung als Kupferhof ließ Heinrich Peltzer im Jahr 1615 auf dem Mühlengelände als Verbindungselement zwischen den beiden vormaligen Einzelmühlen ein neues Herrenhaus erbauen, womit die Kupferhofanlage die Ausmaße einer dreiflügeligen Hofanlage erhielt. Nach Heinrichs Tod erbte zunächst sein Neffe Dietrich Peltzer (1609–1667) die Roderburgmühle, der diese später seinen Söhnen Theodor (* 1644) und Peter Peltzer (* 1653) übertrug. Weil Theodor später den Kupferhof Gedau übernahm, kam die Anlage über Peters Tochter Catharina Gertrud Peltzer (1705–1789) an deren Ehemann Christian Prym (1715–1782), bevor in der zweiten Hälfte des 18. Jahrhunderts Wilhelm Schleicher (1730–1792) und nach ihm sein Sohn Johann Nikolaus Schleicher (1769–1845) sowie anschließend dessen Vetter Napoleon Jeremias Schleicher (1801–1875) Besitzer des Kupferhofs wurden.
Napoleon Jeremias Schleichers Vater, Matthias Leonhard Schleicher (1758–1836), ließ auf seinem neuen Besitz aus gegebenem Anlass um die Wende zum 19. Jahrhundert das Herrenhaus grundlegend modernisieren und richtete ab 1821 in den Betriebsräumen des vormaligen Kupferhofes eine Werkstatt für seine von Friedrich Buff übernommene „Fabrik für Stecknadeln, Haken und Ösen,  Fingerhut-, Seifendeckel-, Fischangel- und Elastiquen“ unter der neuen Firmierung „Schleicher, von Asten und Prym“ ein, an der der zu jener Zeit dort lebende Johann Nikolaus Schleicher 12,5 % der Anteile erhielt. Nach dem Tod von Johann Nikolaus und dem Auszug von Napoleon Jeremias Schleicher nach Wiesbaden übernahm die Stolberger Firma „Matthias Ludolf Schleicher & Sohn“ mit Sitz auf dem Untersten Hof bis auf weiteres die Produktionsstätte auf der Roderburgmühle. Mit dem Niedergang und der Auflösung der Nadelfabrikation zwischen den beiden Weltkriegen musste diese von der Familie Schleicher, die ihren Familienhauptsitz bis heute auf dem Kupferhof Unterster Hof/Hof Bleibtreu hat, allmählich aufgegeben werden. Nach jahrzehntelangem Leerstand und Zwischennutzung als Lagerraum befand sich der ehemalige Kupferhof in einem verwahrlosten Zustand und die gesamte Anlage wurde daraufhin ab Mitte des 20. Jahrhunderts vollständig restauriert und saniert sowie zu einer Wohnanlage umgebaut.

## Blauer Salon
Das von Matthias Ludolf um das Jahr 1800 grundlegend restaurierte und sanierte Herrenhaus auf der Roderburgmühle besteht aus einem südlichen und einem nördlichen Gebäudetrakt mit separaten Eingängen zur Straßenseite. Im Erdgeschoss des nördlichen Trakts befand sich bis zum Umbau Mitte des 20. Jahrhunderts ein repräsentatives Empfangszimmer, in dem der jeweilige Hausherr auch seine Korrespondenz erledigte. Dieser Raum war neben zahlreichen Stuckarbeiten an der Decke und am offenen Kamin mit einer speziellen in vielen Blautönen gehaltenen Landschaftstapete ausgestattet, weswegen er auch „Blauer Salon“ genannt wurde.
Die dort angebrachte Panoramatapete baute eine räumliche Illusion für den Betrachter auf und versetzte ihn in die Mitte eines illusionistischen Geschehens. Sie hatte ursprünglich den gesamten Innenraum ausgeschmückt, ergänzt mit einer Rahmung aus bedruckten Papierbahnen, die von Säulen mit Flechtwerk, einer grauen Leiste und einer imitierten Stoffdekoration bedeckt waren. Ein weiteres Tapetenband befand sich unterhalb der Decke im Stuckgesims, das als pompejanischer Fries mit blauen Gestalten auf ockerfarbenem Grund gestaltet war. In den Fensterlaibungen waren mit Randbordüren eingefasste Marmorierungen angebracht, die wie auch der Hintergrund der handgemalten Bilder von einem intensiven Blau beherrscht wurden.
Am besten hatte sich ein Tapetenabschnitt erhalten, der eine südländische Hofarchitektur mit Mauern und Türmen sowie im Vordergrund ein Gewässer mit weiblichen Trachtenfiguren am Ufer zeigte. Bei den Arbeiten stellte sich jedoch heraus, dass diese Tapete später angebracht worden sein musste, nachdem bei den Arbeiten 1980 unter ihr die ursprüngliche Tapete zum Vorschein kam. Diese zeigte als Motiv eine ferne Gebirgslandschaft mit einem See, an dessen Uferbereich eine Burg mit Rundturm und einem Ruinenensemble sowie Bäume, Büsche, Zäune, Angler und Figuren in bäuerlicher Gewandung zu sehen war.
Gegenüber der Ofennische war ursprünglich ein helles, stichbogenförmiges Feld ausgespart worden, das von einer Vase mit Blattgirlanden gekrönt worden war und in dem sich früher ein Spiegel befunden haben könnte.
Bei den Restaurierungsarbeiten von 1980 wurde die ehemals edle „Blaue Tapete“ in einem desolaten und nur noch in Teilen erhalten gebliebenem Zustand vorgefunden: durchsetzt von Fäulnis, Schimmel und Nässe, mit Schmutz und Ruß bedeckt, verblasst und zerfetzt von den Wänden hängend. Im Rahmen einer eventuellen denkmalgerechten Raumsanierung veranlasste deshalb der Landeskonservator den Ausbau und die wissenschaftliche Untersuchung sowie die Restaurierung der Tapete in einer Münchener Fachwerkstatt an. Da die ehemaligen Eigentümer der Roderburgmühle und auch die neue Wohnbaugesellschaft die Reparaturkosten in Höhe einer hohen fünfstelligen Summe nicht zahlen konnten oder wollten, wurde die Tapete 1986 nach deutschem Pfandrecht der Münchener Werkstatt zugesprochen. Seitdem besteht Unklarheit darüber, was aus ihr geworden ist, und der Gebäudekomplex insgesamt wurde unter anderem auch deshalb bisher nicht in die Denkmalliste eingetragen.